# نيكي تامبولي
نيكي تامبولي (من مواليد 21 أغسطس 1996) هي ممثلة هندية تعمل في الأفلام والتلفزيون. وهي معروفة بفيلمها Kanchana 3. في عام 2020، شاركت في Bigg Boss 14 وظهرت في المركز الثاني. ولدت تامبولي في 21 أغسطس 1996 في أورانجاباد، ماهاراشترا، الهند.

## وصلات خارجية
- نيكي تامبولي على موقع IMDb (الإنجليزية)
- نيكي تامبولي على موقع قاعدة بيانات الفيلم (الإنجليزية)